# Steiner Béla (zeneszerző)
Steiner Béla (Érsekújvár, 1927. január 13. – Hódmezővásárhely, 2016. január 8.) magyar zenepedagógus, zeneszerző, karnagy.

## Életrajza
1947–1951 között tanárképzőt végzett, majd 1952-től a Zeneakadémia szegedi tagozatán tanult tovább. 1959–1963 között a hódmezővásárhelyi zeneiskola igazgatója. 1963-tól a szegedi Tanítóképző Főiskola szakcsoportvezetője. 1966-tól a csongrádi Ének-Zenei Általános Iskola és Zeneiskola igazgatóhelyettese. 1973–1987 között a hódmezővásárhelyi Bethlen Gábor Gimnázium tanára. Oktatói munkája mellett kórus- és táncegyüttesvezető volt Pitvaroson és Vásárhelyen.

## Munkássága
Huszár Lajos zeneszerző, volt tanítványa szerint "...óriási pedagógiai tehetség volt, s nemcsak az én jövőmet volt képes kijelölni és előre látni, hanem több kortársamét is".
A hódmezővásárhelyi Bethlen Gábor Református Gimnázium és Szathmáry Kollégium himnuszának szerzője.
A hódmezővásárhelyi Városi Vegyeskar alapító karnagya (1976.)
Hét gyermekoperát is szerzett, melyekkel maradandót alkotott e különleges pedagógiai ösztönzésű műfajban:
- A hét betű
- Az aranycipő
- Kész az esküvő
- A király kenyere
- Suli muri

## Díjai, elismerései
- 1953 – Szocialista Kultúráért
- 1960 – Kiváló népművelő
- 1978 – Az Oktatásügy Kiváló Dolgozója
- 1980 – Szocialista Kultúráért
- 1983 – Munka Érdemrend, ezüst fokozat
- 1986 – Pro Urbe Hódmezővásárhely
- Hódmezővásárhely díszpolgára.[5]
- 2014 – Bessenyei Ferenc Művészeti Díj (2014)